# Sidi Djillali (distrito)
Sidi Djillali é um distrito localizado na província de Tremecém, no noroeste da Argélia. Em 2008, sua população era de 15 402 habitantes.